# Maja e Shkëlzenit
Maja e Shkëlzenit är en bergstopp i Albanien.   Den ligger i distriktet Rrethi i Tropojës och prefekturen Qarku i Kukësit, i den norra delen av landet, 130 km norr om huvudstaden Tirana. Toppen på Maja e Shkëlzenit är 2 231 meter över havet, eller 14 meter över den omgivande terrängen. Bredden vid basen är 0,17 km. Maja e Shkëlzenit ingår i Bjeshka e Junikut.
Terrängen runt Maja e Shkëlzenit är bergig västerut, men österut är den kuperad.   Runt Maja e Shkëlzenit är det glesbefolkat, med 18 invånare per kvadratkilometer.. 
Trakten runt Maja e Shkëlzenit består till största delen av jordbruksmark.